# Parafia Świętych Apostołów Piotra i Pawła w Rajsku
Parafia Świętych Apostołów Piotra i Pawła – parafia prawosławna w Rajsku, w dekanacie Bielsk Podlaski diecezji warszawsko-bielskiej.
Na terenie parafii funkcjonuje 1 cerkiew i 2 kaplice:
- cerkiew Świętych Apostołów Piotra i Pawła w Rajsku – parafialna
- kaplica św. Męczennicy Paraskiewy w Rajsku – cmentarna
- kaplica św. Apostoła Jana Teologa w Chrabołowskim Lesie – czasownia

## Historia
Wzniesienie pierwszej cerkwi w Rajsku związane było z objawieniami maryjnymi, które miały miejsce w znajdującym się w pobliżu wsi Chraboły uroczysku Hołowkowo, przy otoczonym kultem źródełku, zwanym Turową Krynicą. Inicjatorem budowy drewnianej świątyni był ziemianin Gołdak, właściciel pobliskiego folwarku Stołowacze. Cerkwi nadano wezwanie Matki Bożej Cierpiącej (Strażduszczej).
Dokładna data erygowania parafii nie jest znana. Pierwsze wzmianki o jej istnieniu znajdujemy w lustracji województwa podlaskiego z 1570, a w księdze poborowej z 1578 jest wymieniony duchowny cerkwi Rajenskiej. Nie jest też znany rok przyjęcia unii przez parafię.
Do czasów I wojny światowej zachował się dokument króla Augusta II z 1731 o nadaniu „...dwóch włók pustych we wsi Rayskie nazwaney do starostwa bielskiego należącey wielebnemu Symenowi Mackiewiczowi prezbiterowi cerkwi dla cudownego obrazu Matki Bożej.”. Według XIX-wiecznych dokumentów, cerkiew w Rajsku posiadała cenne wyposażenie – znajdowały się w niej m.in.: srebrny krzyż z 1618, srebrny kielich z 1666 z wizerunkiem aniołów i napisem ofiarodawcy, a także uważana za cudowną ikona Matki Bożej.
W 1804 parafia liczyła 998 osób, mieszkających w 264 domach. W tym czasie cerkiew była w bardzo złym stanie technicznym. W 1827, ze względu na bezpieczeństwo wiernych, zaprzestano w niej odprawiania nabożeństw. Od tego czasu parafianie korzystali z cerkwi w Ploskach.
W 1839, w związku z likwidacją unii na Białostocczyźnie, parafia w Rajsku powróciła do prawosławia. W 1855 założono nowy cmentarz, na którym w 1863 wzniesiono cerkiew pod wezwaniem Opieki Matki Bożej (w późniejszym czasie dobudowano do niej dzwonnicę). Wyposażenie wnętrza świątyni pochodziło z rozebranej cerkwi parafialnej.
W 1863 w skład parafii oprócz Rajska wchodziły wsie: Chraboły, Deniski, Haćki, Husaki, Jacewicze, Łyse, Nałogi, Plutycze i Stacewicze. W latach 1869–1875 wzniesiono murowaną cerkiew parafialną pod wezwaniem św. Męczennicy Paraskiewy, konsekrowaną 23 marca 1875.
Na początku XX wieku w parafii działa szkoła cerkiewno-parafialna z 42 uczniami, 3 szkoły gramoty i szkoła ludowa. Wybuch I wojny światowej, w wyniku której ludność prawosławna udała się na bieżeństwo, przerwał działalność parafii na okres 10 lat. Wyposażenie cerkwi (parafialnej i cmentarnej) wywieziono w głąb Rosji, skąd już nie powróciło, natomiast cerkiew św. Paraskiewy uległa w wyniku działań wojennych znacznemu uszkodzeniu.
W 1925 w Rajsku otwarto filię parafii Narodzenia Przenajświętszej Bogarodzicy w Bielsku Podlaskim, a dopiero w 1929 reaktywowano własną. Odbudowa cerkwi parafialnej, wskutek utrudnień czynionych przez władze państwowe (w Rajsku w okresie międzywojennym miały miejsce liczne wystąpienia antyrządowe) trwała 9 lat (zakończona została dopiero w 1937). We wrześniu 1939, w wyniku działań wojennych, spłonęła kaplica w uroczysku Hołowkowo. 16 czerwca 1942 Rajsk został spacyfikowany przez okupacyjne wojsko niemieckie. Rozstrzelano 149 mieszkańców, wieś doszczętnie spalono, pozostałą ludność przesiedlono na tereny gmin Brańsk i Boćki. Los wsi podzieliły też obydwie rajskie cerkwie. Tuż po wojnie w parafii odnotowano 1974 parafian zamieszkałych w 457 domach.
W okresie powojennym parafianie z Rajska początkowo korzystali z cerkwi Przemienienia Pańskiego w Ploskach, a po zaadaptowaniu baraku na cerkiew rozpoczęto odprawianie nabożeństw na miejscu. Obecnie istniejącą drewnianą cerkiew parafialną pod wezwaniem Świętych Apostołów Piotra i Pawła wybudowano w 1912 w odległej o 300 km wsi Poturzyn; przewieziono ją do Rajska w 1962 po wyludnieniu prawosławnych z Poturzyna w trakcie Akcji „Wisła”. Po zrekonstruowaniu, wyremontowaniu i wyposażeniu, cerkiew została konsekrowana 18 lipca 1971 przez metropolitę Bazylego. W pobliżu świątyni wzniesiono też budynki parafialne.
W 1984 w uroczysku Hołowkowo koło Chraboł wzniesiono drewnianą czasownię pod wezwaniem św. Jana Teologa, w miejscu kaplicy spalonej w 1939. W 1987 oddano do użytku nowy dom parafialny. W latach 1993–1997 na cmentarzu w Rajsku zbudowano murowaną kaplicę pod wewaniem św. Paraskiewy, konsekrowaną 4 lipca 1997; znajduje się ona w miejscu poprzedniej, spalonej w 1942.
22 czerwca 2001 parafię wizytował metropolita Warszawy i całej Polski Sawa, a 16 czerwca 2002 – w 60. rocznicę pacyfikacji Rajska – biskup bielski Grzegorz.
Obecnie w składzie parafii są wsie: Rajsk, Chraboły, Haćki, Husaki, Stołowacz, Rzepniewo, Jacewicze, Łyse, Nałogi, Plutycze, Stacewicze i Strabla. W 2002 parafia liczyła ponad 700 wiernych. Na jej terenie funkcjonują dwa czynne cmentarze grzebalne: w Rajsku z kaplicą św. Paraskiewy i Plutyczach. Przy parafii działa koło Bractwa Młodzieży Prawosławnej, które wydaje lokalne czasopismo „Listok” oraz prowadzi działalność charytatywną.
Główne święta parafialne obchodzone są:
- 12 lipca (29 czerwca według starego stylu) – uroczystość Świętych Apostołów Piotra i Pawła;
- 10 listopada (29 października według starego stylu) – uroczystość św. Paraskiewy;
- w 10. piątek po Wielkanocy (według starego stylu) – Piatienka, dzień pierwszych objawień maryjnych w uroczysku Hołowkowo.

## Wykaz proboszczów
- 1827 – ks. Józef Markiewicz
- 1865 – ks. Andrzej Sosnowski
- 1915–1925 – przerwa w działalności parafii
- 1925–1929 – ks. Paweł Fiedorowicz
- 1929–1931 – ks. Jan Misiejuk
- 1931–1942 – ks. Stefan Iwankiewicz
- 1942–1948 – przerwa w działalności parafii
- 1948–1980 – ks. Stefan Iwankiewicz
- 1980–1984 – ks. Witalis Gawryluk
- od 1984 – ks. Jarosław Godun

## Galeria

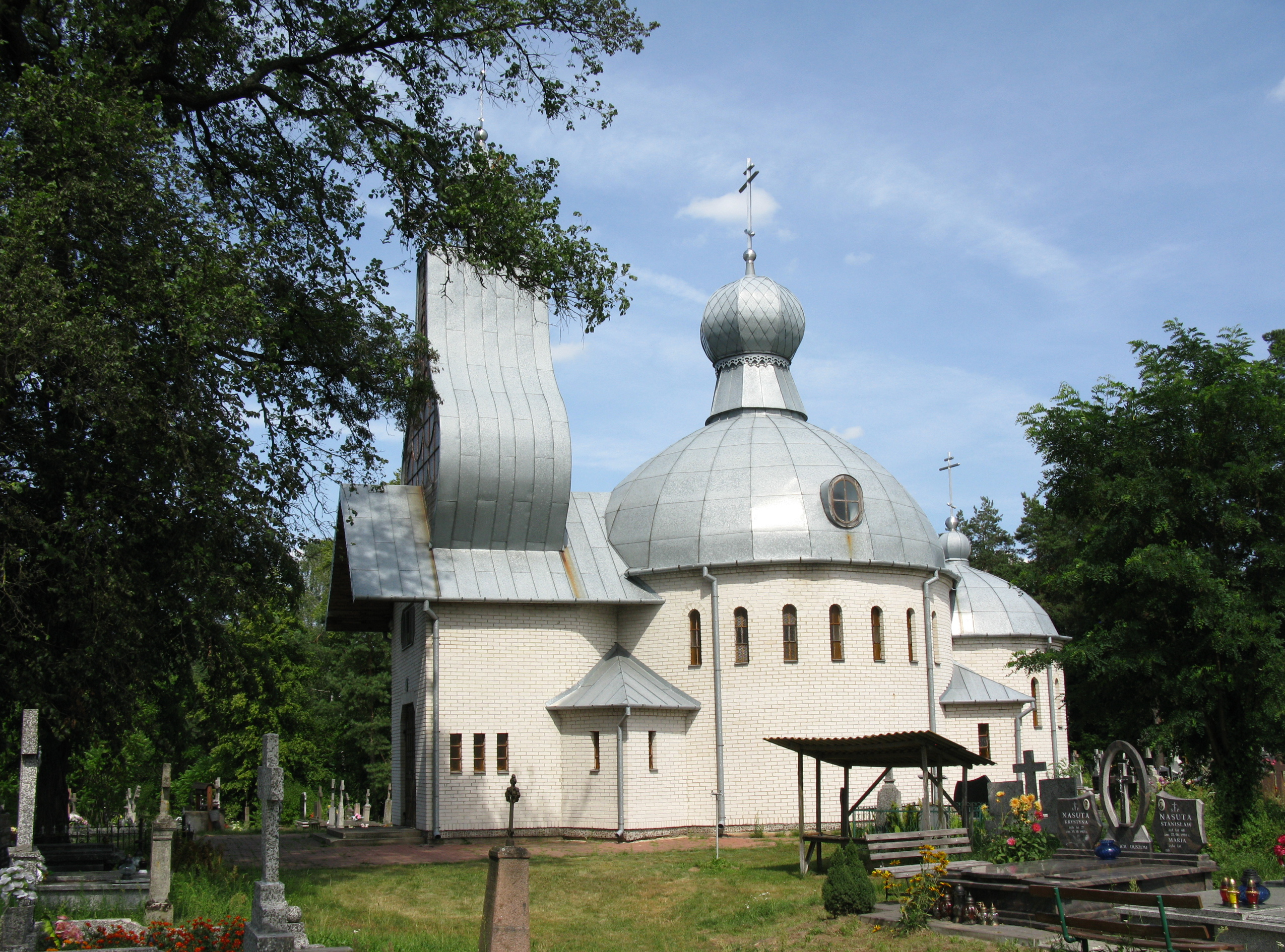
Kaplica św. Męczennicy Paraskiewy na cmentarzu w Rajsku
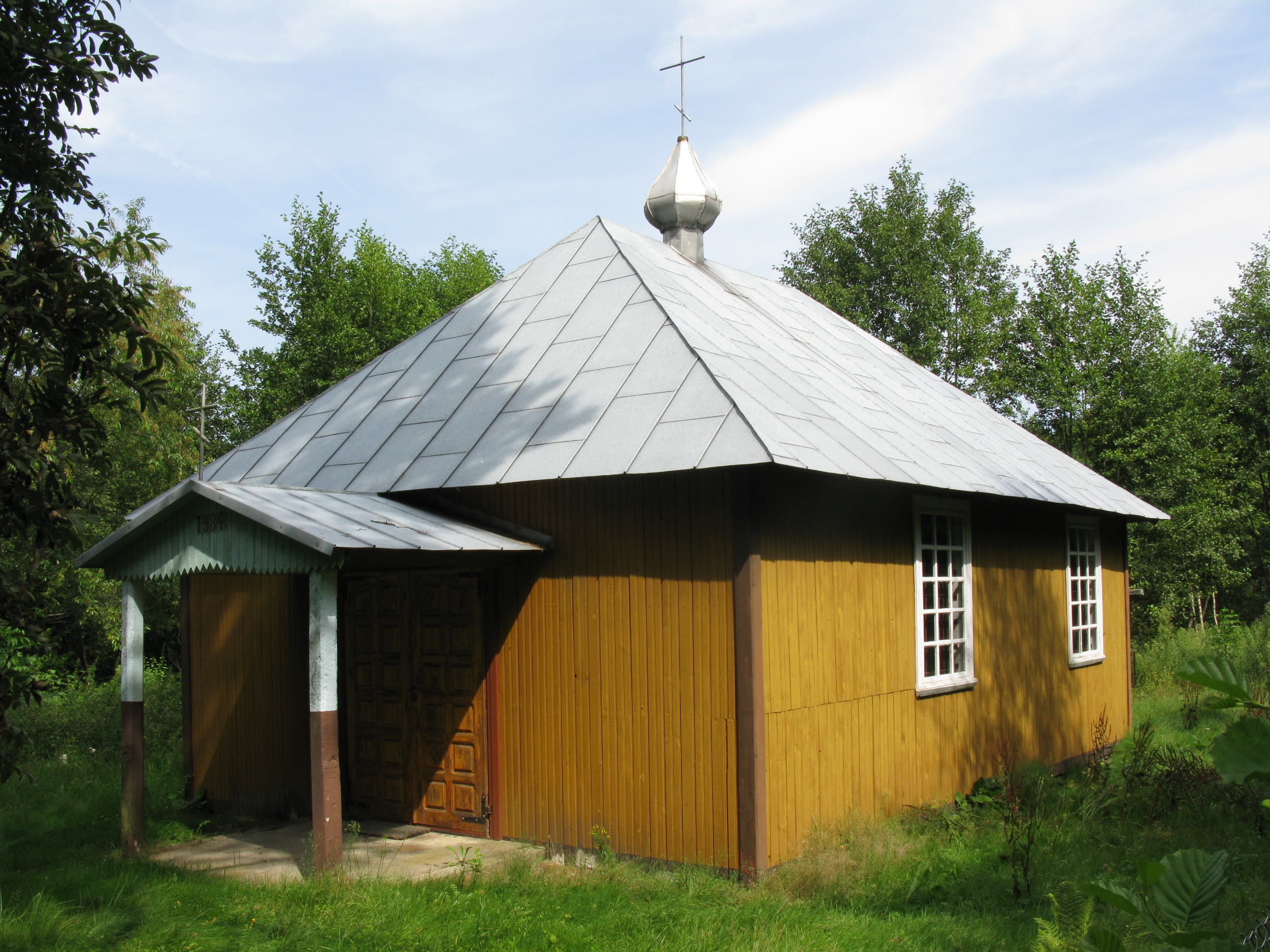
Kaplica św. Apostoła Jana Teologa w Chrabołowskim Lesie